# Régis Royer
Pour les articles homonymes, voir Royer.
Régis Royer est un acteur français.

## Biographie
Régis Royer suit de 1993 à 1996 les cours de Catherine Hiegel et Jacques Lassalle au Conservatoire national supérieur d'art dramatique de Paris.

## Théâtre
- 2003 : La Suspension du plongeur de Lionel Spycher
- 2005 : La Vie de Timon d'Athènes de Shakespeare
- 2007 : Le Rêve d'un homme ridicule de Dostoïevski
- 2007 : Gênes 01 de Fausto Paravidino
- 2008 : La Madone des poubelles de Jacques Lassalle
- 2009 : Nina, c'est autre chose de Michel Vinaver
- 2013 : Léviathan de et mis en scène par Pierre-Benoist Varoclier, Studio-Théâtre d'Asnières (voix)
- 2013 : Nuits fauves de et mis en scène par Pierre-Benoist Varoclier, Studio-Théâtre d'Asnières
- 2014 : Femme non rééducable de Stefano Massini, mise en scène Arnaud Meunier, Théâtre de l'Atelier
- 2014 : III de Patrick Sueur et Paule Groleau, Théâtre Dû
- 2016 : Anton (d'après Carnets d'Anton Tchekhov), mis en scène par Pierre-Benoist Varoclier
- 2019 : Le Misanthrope de Molière, mise en scène Alain Françon, théâtre de la Ville

## Filmographie

### Cinéma
- 1988 : La Lectrice de Michel Deville
- 1990 : Le Grand Ruban (Truck) de Philippe Roussel
- 1992 : La Colo
- 1993 : Louis, enfant roi de Roger Planchon
- 1994 : L'Histoire du garçon qui voulait qu'on l'embrasse de Philippe Harel
- 1998 : Lautrec de Roger Planchon
- 2009 : Coco avant Chanel d'Anne Fontaine
- 2010 : Les Aventures extraordinaires d'Adèle Blanc-Sec de Luc Besson
- 2013 : Les conquérants de Xabi Molia
- 2013 : Malavita de Luc Besson
- 2017 : Rodin de Jacques Doillon

### Télévision
- 2010 : Commissaire Magellan série TV
- 2012 : Engrenages série TV
- 2018 : Victor Hugo, ennemi d’État de Jean-Marc Moutout
- 2023 : Tapie de Tristan Séguéla